# 屯垦队镇
屯垦队镇，是中华人民共和国内蒙古自治区乌兰察布市商都县下辖的一个乡镇级行政单位。

## 行政区划
屯垦队镇下辖以下地区：
屯垦队村、前海子村、大陆公司村、大六盆地村、阮家村、东伙房村、六台坊子村、泉子沟村、梁家村、刘家坊子村、二盆地村、二道洼村、北井子村、人头山村、大补龙湾村、乌彦沟村、黄家梁村、大五号村、顺成公司村、仝家村、立本公司村、壕欠村、池家村、泉卜子村、二号村、卯都图村和米家村。